# Catedral del Sagrado Corazón (Suva)
La Catedral del Sagrado Corazón (en inglés: Sacred Heart Cathedral) es el nombre que recibe un edificio religioso que está afiliado a la Iglesia católica y se encuentra en la calle Pratt de la localidad de Suva, capital de la nación insular de Fiyi, específicamente en la isla de Viti Levu, en la división de Fiyi Central. 
La catedral de Suva fue construida en 1902 con piedra arenisca de canteras cerca de Sídney, Australia. Su arquitectura está inspirada en las iglesias de Roma en Italia. El edificio esta cubierto de vitrales y adornos y tiene cripta en el sótano. 
El templo sigue el rito romano o latino y sirve como la sede de la arquidiócesis de Suva (Archidioecesis Suvana) que fue creada en 1966 por el papa Pablo VI mediante la bula "Prophetarum voces". No debe confundirse con la Iglesia del Sagrado Corazón en Levuka, que es patrimonio de la Unesco.

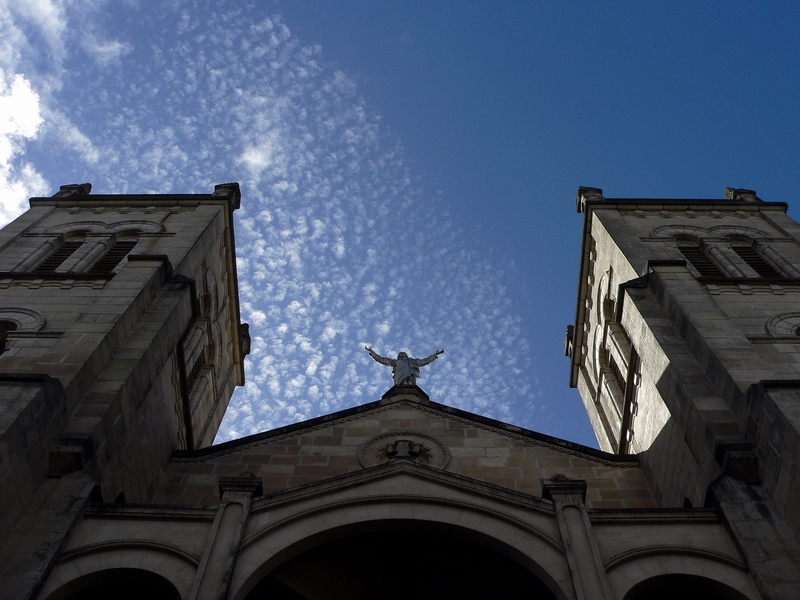
Vista de las torres